# Die Kirchenordnung

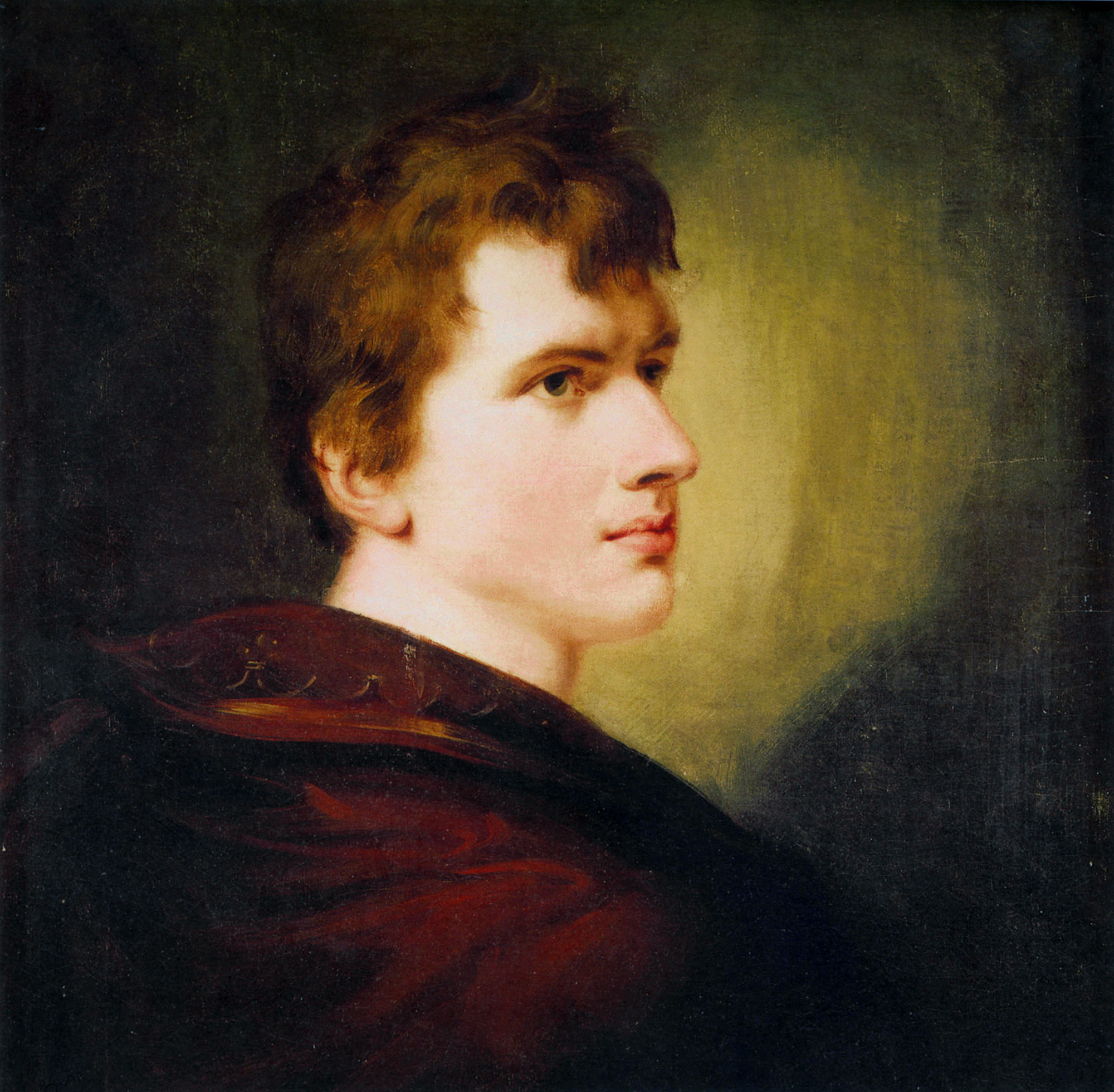
Achim von Arnim
(1781–1831)

Die Kirchenordnung ist eine Erzählung von Achim von Arnim, die in dem „Taschenbuch zum geselligen Vergnügen auf das Jahr 1822“ bei Johann Friedrich Gleditsch 1821 in Leipzig erschien.
Nach der Reformation wurden in den evangelisch gewordenen deutschen Ländern Kirchenordnungen zur Neuorganisation des Kirchenwesens erlassen. Kirchenordnungen des 16. Jahrhunderts regelten u. a. auch Fragen der öffentlichen Moral und ordneten bei Verstößen Kirchenstrafen und Kirchenbuße an.

## Inhalt
Anno 1567 im Dorf Marienbild während des Gothaischen Krieges: Die evangelische Jungfer Klelie lernt den viel älteren Katholiken Alp kennen. Alp ist ein berühmter Rutengänger aus Salzburg. Er soll dem Bergwesen in Marienbild zu neuer Blüte verhelfen. Klelies Vater, der Amtshauptmann, wird sich mit dem Berghauptmann, seinem alten Kriegskameraden, rasch einig. Egenolf – das ist der Sohn des Berghauptmanns – und Klelie sollen ein Paar werden. Wenn Egenolf heiratet, dann vererbt ihm der Onkel ein schönes Gut. Klelies Freundin, die Pächterstochter Emerenzie, erwartet von Egenolf ein Kind. Egenolf sieht sich außerstande, dem Vater zu willfahren.
In den Jahren nach dem Religionsfrieden wenden die protestantischen Geistlichen kräftigste Kirchenstrafen bedenkenlos an. Emerenzie möchte dem Schimpf der öffentlichen Kirchenbuße entgehen. Der alte Jacob, Tierarzt und ortsansässiger Rutengänger, hat einen Plan. Der in seiner evangelischen Umgebung geduldete Katholik Jacob will das Kind Emerenzies der werdenden Großmutter mütterlicherseits unterschieben.
Klelie will aus Liebe zu Alp Katholikin werden. Alp gibt sich ihr als der seinerzeit in Deutschland wohlbekannte Spanier Alphons Diaz zu erkennen. Die Inquisition hatte ihn zur Hinrichtung des eigenen Bruders missbraucht. Alp gesteht Klelie, durch sie habe er das evangelische Wort kennengelernt. Mit seinem Reichtum kann er Klelie ein sorgenfreies Leben bieten. Doch eine Verbindung der beiden erscheint unwahrscheinlich. Denn aus Trauer um den Bruder war Alp Johanniter geworden.
Emerenzie bringt ihr Kind heimlich zur Welt. Das Neugeborene stirbt. Emerenzie geht ins Wasser, nachdem sie der Aufforderung zur beschämenden Kirchenbuße nicht gefolgt ist. Die Pächtersfrau erweckt ihre totgeglaubte Tochter Emerenzie wieder zum Leben.
Irrtümlich verwundet der Amtshauptmann Alp tödlich. Der Sterbende trägt Papiere bei sich, mit denen er Klelie sein beträchtliches Vermögen vermacht. Von dem Gelde will Klelie gemeinsam mit Emerenzie ein Kloster gründen.
Während des nächsten Gottesdienstes tun Klelie und ihr Vater, der Amtshauptmann, gemeinsam auf dem „armen Sünderbänkchen“ öffentlich Buße. Klelie büßt, weil sie ihren evangelischen Glauben verlästert hatte.
Anlässlich einer Sonnenfinsternis konvertiert der evangelische Marienbilder Pfarrer Melchior zum katholischen Glauben. Sein Nachfolger, der vom Amtshauptmann bestimmte streitlustige Magister Cyriakus, setzt die Kirchenordnung mit Strenge durch.
Alp, vom Landesherren zur Entdeckung neuer Erzgänge berufen, spürt mit seiner Wünschelrute vor Ort zur Überraschung des Lesers „geistliche Schätze“ auf, die „bei der Plünderung des Klosters dort verschlossen“ wurden. Von jener im Berg verborgenen Kapelle aus wirkt Jacob, „ein geweihter Priester, ein Missionar unter den abgefallenen Deutschen wie Bonifacius... einst unter den heidnischen Deutschen“. An dem verborgenen Ort geschieht Befremdliches. Pfarrer Melchior, seit der Sonnenfinsternis spurlos aus Marienbild verschwunden, entsteigt einem schwarzen Sarg. Klelie, Beobachterin des Vorgangs, wird ohnmächtig. Nachdem sie das Bewusstsein wiedererlangt hat, redet ihr Alp ein, seine Kirche verehre Götzenbilder. Alp und Klelie stehen in einem „verwandten Glaubensverhältnis“. Keiner will den anderen zu seiner Religion hinüberziehen.

## Rezeption
- In dem „Journal für Literatur, Kunst, Luxus und Mode“[3] wird im November 1821 die Unentschiedenheit der Protagonisten bei ihren Konfessionsentscheidungen bemängelt.
- Der Rezensent in der „Jenaischen Allgemeinen Literatur-Zeitung“[4] ist – ebenfalls im November 1821 – insgesamt nicht zufrieden. Zwar sei der Autor ein „wahrhaftes Talent“, manches im Text sei allerdings „peinlich“.
- Der Verriss im „Literarischen Conversationsblatt“[5] vom selben Monat spricht von einem unmotivierten Durcheinander.
- Aber in der „Zeitung für die elegante Welt“[6] vom 11. Dezember 1821 wird die beachtliche Historie hervorgehoben.
- Savigny[7] übersieht zwar am 24. Dezember 1821 nicht die „Auswüchse“, ist jedoch von dem „innigen Ernst“ beeindruckt.
- Wilhelm Grimm[8] rügt das gewaltsame Aneinanderrücken zu unterschiedlicher Komponenten der Handlung.

### Zitierte Textausgabe
- Achim von Arnim: Die Kirchenordnung. Erzählung. S. 189–258 in Renate Moering (Hrsg.): Achim von Arnim. Sämtliche Erzählungen 1818–1830. Bd. 4 in: Roswitha Burwick (Hrsg.), Jürgen Knaack (Hrsg.), Paul Michael Lützeler (Hrsg.), Renate Moering (Hrsg.), Ulfert Ricklefs (Hrsg.), Hermann F. Weiss (Hrsg.): Achim von Arnim. Werke in sechs Bänden. 1436 Seiten. Deutscher Klassiker Verlag, Frankfurt am Main 1992 (1. Aufl.), ISBN 3-618-60040-2